# Spodiopogon sibiricus
Spodiopogon sibiricus là một loài thực vật có hoa trong họ Hòa thảo. Loài này được Trin. miêu tả khoa học đầu tiên năm 1820.

## Hình ảnh

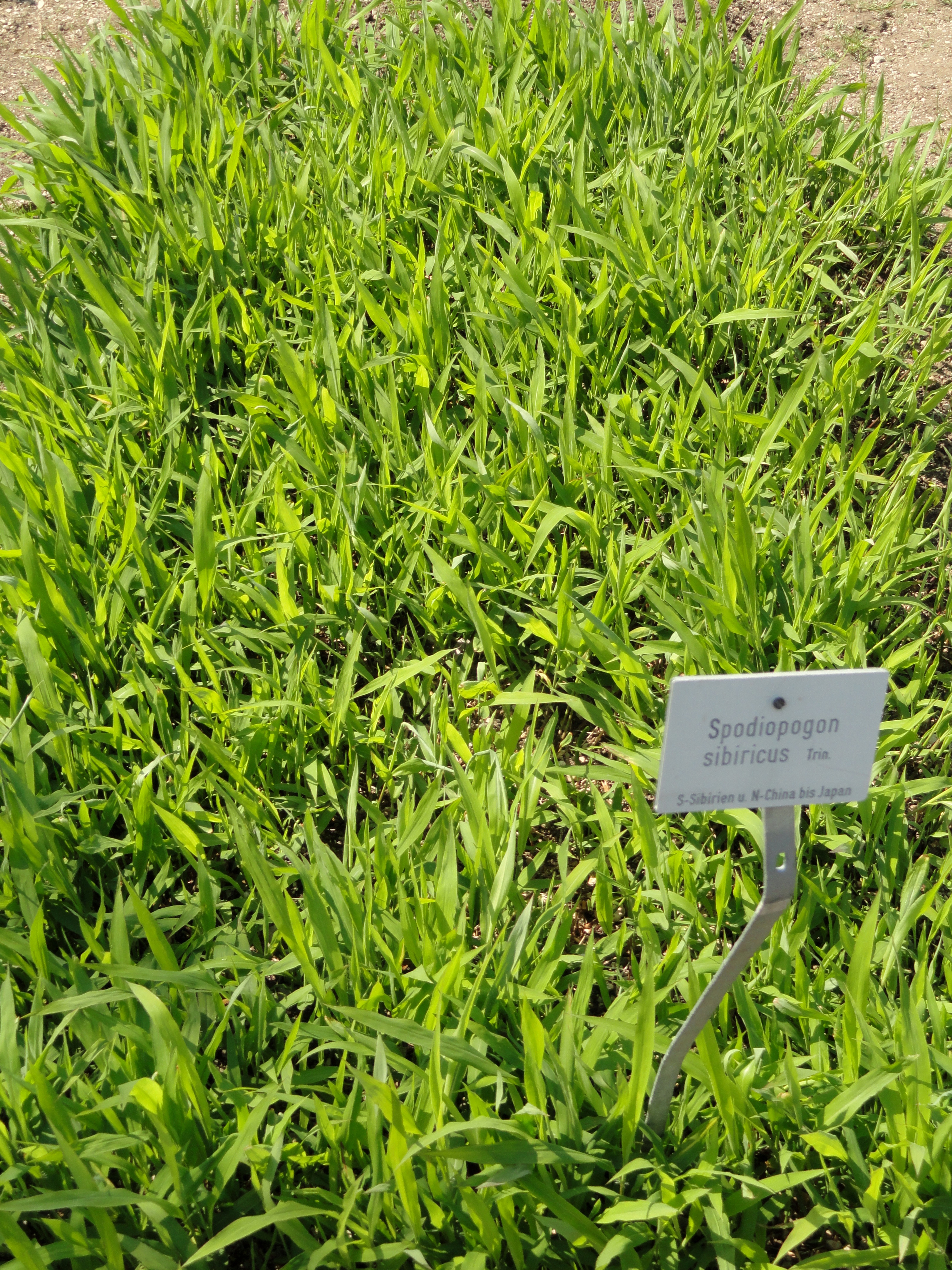